# TaylorMade
Die TaylorMade Golf Company, Inc ist ein US-amerikanischer Hersteller von Golfausrüstung, insbesondere von Golfschlägern. Das Unternehmen hat seinen Sitz in Carlsbad im US-Bundesstaat Kalifornien.

## Geschichte
Gary Adams, Sohn eines Golfpros, gründete die Firma 1979 als Ein-Mann-Unternehmen. Zuvor war er Handelsvertreter eines Unternehmens für Golf-Range-Zubehör. Er hatte beobachtet, dass mit den damals üblichen Drivern aus Holz die neuen Two-Piece-Bälle nicht weiter geschlagen wurden als mit Eisenschlägern. Deswegen entwickelte er in Eigenarbeit einen Driver aus Eisen, auch „Metal-Wood“ genannt. Einzelne Profispieler überzeugte dieser neue Schläger, so dass sie ihn weiterempfahlen. So verbreitete sich der Schläger trotz anfänglicher Vorurteile. Die Sieger der PGA Championship 1984 (Lee Trevino) und 1985 (Hubert Green) schlugen mit TaylorMade-Drivern ab.
1984 kaufte der Wintersportspezialist Salomon das damals noch kleine TaylorMade. Zum sportlichen Erfolg kam das zur Expansion nötige Kapital. Die Produktlinien Burner und Burner Plus kamen auf den Markt, ebenso produzierte TaylorMade ab 1985 auch Putter. Im selben Jahr verlegte man den Sitz von Illinois nach Carlsbad, wo auch die Konkurrenten Callaway und Cobra Golf schon produzierten.
1998 wurde Salomon, und damit auch TaylorMade an die Adidas AG verkauft. Der Zusammenschluss mit Adidas sorgte für weiteres Wachstum. Nach dem Verkauf von Salomon verblieb TaylorMade im Adidas-Konzern. 2007 erzielte es einen Umsatz von 812 Millionen Euro, 2012 1,7 Milliarden US-Dollar und 2015 waren es 1,5 Milliarden.
Anfang Mai 2016 teilte die Adidas AG mit, dass sie beabsichtige sich aus dem Golfgeschäft zurückzuziehen und die Marken TaylorMade, Ashworth und Adams zu verkaufen. Lediglich die Marke Adidas Golf, welche Bekleidung und Schuhe herstellt, soll im Konzern verbleiben. Im Mai 2017 gab die Adidas AG den Verkauf von TaylorMade, Ashworth und Adams an die Beteiligungsgesellschaft KPS Capital Partners bekannt. Der Kaufpreis lag bei 425 Millionen US-Dollar.

## Produkte und Marken
Eine traditionell starke Stellung hat TaylorMade bei Drivern. Mit Fairway-Hölzern, Rescues, Eisen, Wedges und Puttern wird die komplette Palette an Schlägern unter dieser Marke hergestellt. Wie andere Hersteller auch bringt TaylorMade ein breites Angebot wie Handschuhe, Bags, Kappen und weitere Ausrüstungsgegenstände auf den Markt. Golfbälle wurden zwischenzeitlich sowohl unter dem Label TaylorMade als auch von dem damaligen Tochterunternehmen Maxfli hergestellt. Diese reine Golfballmarke wurde 2003 von der Dunlop Slazenger Group Limited übernommen. Februar 2008 verkaufte man die Marke Maxfli an Dick’s Sporting Goods. Im November 2008 erwarb man mit Ashworth Inc. einen Spezialisten in Golfbekleidung.

## Spieler
Eine Vielzahl von Tourspspielern haben Ausrüsterverträge mit TaylorMade. Derzeit sind das bei den Frauen unter anderem Natalie Gulbis und Paula Creamer, bei den Herren zum Beispiel Camilo Villegas, Dustin Johnson, Edoardo Molinari, Jason Day, Retief Goosen, Robert Garrigus, Rory Sabbatini, Sergio García und auch Martin Kaymer. Seit 2017 spielt Tiger Woods Taylor Made.